# アクレ空港
アクレ空港（Akure Airport）は、ナイジェリアのオンド州州都アクレにある空港。